# Албіньяна
Албінья́на (кат. Albinyana, вимова літературною каталанською [əłβi'ɲanə]) — муніципалітет, розташований в Автономній області Каталонія, в Іспанії. Код муніципалітету за номенклатурою Інституту статистики Каталонії — 430022. Знаходиться у районі (кумарці) Баш-Панадес (коди району — 12 та BP) провінції Таррагона, згідно з новою адміністративною реформою перебуватиме у складі баґарії (округи) Камп-да-Таррагона. 

## Назва муніципалітету
Назва муніципалітету походить від лат. Albīniāna — власного імені.

## Населення
Населення міста (у 2007 р.) становить 2.2 особи (з них менше 14 років — 15,9%, від 15 до 64 — 67,4%, понад 65 років — 16,7%). У 2006 р. народжуваність склала 20 осіб, смертність — 18 осіб, зареєстровано 8 шлюбів. У 2001 р. активне населення становило 781 особа, з них безробітних — 92 особи.

Серед осіб, які проживали на території міста у 2001 р., 1.095 народилися в Каталонії (з них 445 осіб у тому самому районі, або кумарці), 463 особи приїхали з інших областей Іспанії, а 72 особи приїхали з-за кордону. 

Вищу освіту має 6,6% усього населення. 

У 2001 р. нараховувалося 602 домогосподарства (з них 23,9% складалися з однієї особи, 26,6% з двох осіб,20,3% з 3 осіб, 18,1% з 4 осіб, 7,5% з 5 осіб, 2,7% з 6 осіб, 0,8% з 7 осіб, 0,2% з 8 осіб і 0,0% з 9 і більше осіб).

Активне населення міста у 2001 р. працювало у таких сферах діяльності : у сільському господарстві — 5,2%, у промисловості — 20,5%, на будівництві — 16,8% і у сфері обслуговування — 57,5%. 

 У муніципалітеті або у власному районі (кумарці) працює 249 осіб, поза районом — 514 осіб.

### Безробіття
У 2007 р. нараховувалося 95 безробітних (у 2006 р. — 96 безробітних), з них чоловіки становили 29,5%, а жінки — 70,5%.

## Економіка

### Підприємства міста

#### Промислові підприємства
| \| Промислові підприємства міста, за сферою діяльності \| Промислові підприємства міста, за сферою діяльності \| Промислові підприємства міста, за сферою діяльності \| \| Рік \| 2002 р. \| 2001 р. \| \| --------------------------------------------------- \| --------------------------------------------------- \| --------------------------------------------------- \| \| Енергетичні та водні ресурси \| 0,0% \| 0,0% \| \| Хімія та метали \| 9,1% \| 16,7% \| \| Переробка металів \| 45,5% \| 41,7% \| \| Продукти харчування \| 27,3% \| 25,0% \| \| Текстиль \| 9,1% \| 8,3% \| \| Виробництво меблів, видання \| 9,1% \| 8,3% \| \| Інше \| 0,0% \| 0,0% \| \| Усього підприємств \| 11 \| 12 \| |         |         |
| Промислові підприємства міста, за сферою діяльності |         |         |
| Рік | 2002 р. | 2001 р. |
| Енергетичні та водні ресурси | 0,0%    | 0,0%    |
| Хімія та метали | 9,1%    | 16,7%   |
| Переробка металів | 45,5%   | 41,7%   |
| Продукти харчування | 27,3%   | 25,0%   |
| Текстиль | 9,1%    | 8,3%    |
| Виробництво меблів, видання | 9,1%    | 8,3%    |
| Інше | 0,0%    | 0,0%    |
| Усього підприємств | 11      | 12      |

#### Роздрібна торгівля
| \| Підприємства роздрібної торгівлі міста, за сферою діяльності \| Підприємства роздрібної торгівлі міста, за сферою діяльності \| Підприємства роздрібної торгівлі міста, за сферою діяльності \| \| Рік \| 2002 р. \| 2001 р. \| \| ------------------------------------------------------------ \| ------------------------------------------------------------ \| ------------------------------------------------------------ \| \| Продукти харчування \| 40,0% \| 36,4% \| \| Одяг та взуття \| 0,0% \| 0,0% \| \| Товари для дому \| 10,0% \| 9,1% \| \| Книги та періодичні видання \| 0,0% \| 0,0% \| \| Промислова хімічна продукція \| 10,0% \| 9,1% \| \| Продукція, пов'язана з транспортними засобами \| 10,0% \| 9,1% \| \| Інше \| 30,0% \| 36,4% \| \| Усього підприємств \| 10 \| 11 \| |         |         |
| Підприємства роздрібної торгівлі міста, за сферою діяльності |         |         |
| Рік | 2002 р. | 2001 р. |
| Продукти харчування | 40,0%   | 36,4%   |
| Одяг та взуття | 0,0%    | 0,0%    |
| Товари для дому | 10,0%   | 9,1%    |
| Книги та періодичні видання | 0,0%    | 0,0%    |
| Промислова хімічна продукція | 10,0%   | 9,1%    |
| Продукція, пов'язана з транспортними засобами | 10,0%   | 9,1%    |
| Інше | 30,0%   | 36,4%   |
| Усього підприємств | 10      | 11      |

#### Сфера послуг
| \| Підприємства міста, що працюють у сфері послуг, за діяльністю \| Підприємства міста, що працюють у сфері послуг, за діяльністю \| Підприємства міста, що працюють у сфері послуг, за діяльністю \| \| Рік \| 2002 р. \| 2001 р. \| \| ------------------------------------------------------------- \| ------------------------------------------------------------- \| ------------------------------------------------------------- \| \| Гуртова торгівля \| 7,7% \| 9,5% \| \| Готелі та готельний бізнес \| 25,6% \| 21,4% \| \| Транспорт та зв'язок \| 33,3% \| 33,3% \| \| Посередницькі фінансові послуги \| 2,6% \| 2,4% \| \| Послуги підприємствам \| 5,1% \| 4,8% \| \| Послуги фізичним особам \| 17,9% \| 21,4% \| \| Нерухомість та ін. \| 7,7% \| 7,1% \| \| Усього підприємств \| 39 \| 42 \| |         |         |
| Підприємства міста, що працюють у сфері послуг, за діяльністю |         |         |
| Рік | 2002 р. | 2001 р. |
| Гуртова торгівля | 7,7%    | 9,5%    |
| Готелі та готельний бізнес | 25,6%   | 21,4%   |
| Транспорт та зв'язок | 33,3%   | 33,3%   |
| Посередницькі фінансові послуги | 2,6%    | 2,4%    |
| Послуги підприємствам | 5,1%    | 4,8%    |
| Послуги фізичним особам | 17,9%   | 21,4%   |
| Нерухомість та ін. | 7,7%    | 7,1%    |
| Усього підприємств | 39      | 42      |

## Житловий фонд
У 2001 р. 8,2% усіх родин (домогосподарств) мали житло метражем до 59 м2, 29,3% — від 60 до 89 м2, 40,3% — від 90 до 119 м2 і
22,3% — понад 120 м2.

З усіх будівель у 2001 р. 51,5% було одноповерховими, 41,8% — двоповерховими, 6,7
% — триповерховими, 0,0% — чотириповерховими, 0,0% — п'ятиповерховими, 0,0% — шестиповерховими,
0,0% — семиповерховими, 0,0% — з вісьмома та більше поверхами.

## Автопарк
| \| Автомобілі, зареєстровані у місті, за призначенням \| Автомобілі, зареєстровані у місті, за призначенням \| Автомобілі, зареєстровані у місті, за призначенням \| \| Рік \| 2006 р. \| 2005 р. \| \| -------------------------------------------------- \| -------------------------------------------------- \| -------------------------------------------------- \| \| Приватні автомобілі \| 67,5% \| 68,0% \| \| Мотоцикли \| 8,0% \| 7,5% \| \| Вантажівки \| 19,9% \| 19,7% \| \| Трактори \| 0,8% \| 0,9% \| \| Автобуси та ін. \| 3,7% \| 3,9% \| \| Усього автомобілів \| 1.842 шт. \| 1.7 шт. \| |           |         |
| Автомобілі, зареєстровані у місті, за призначенням |           |         |
| Рік | 2006 р.   | 2005 р. |
| Приватні автомобілі | 67,5%     | 68,0%   |
| Мотоцикли | 8,0%      | 7,5%    |
| Вантажівки | 19,9%     | 19,7%   |
| Трактори | 0,8%      | 0,9%    |
| Автобуси та ін. | 3,7%      | 3,9%    |
| Усього автомобілів | 1.842 шт. | 1.7 шт. |

## Вживання каталанської мови
У 2001 р. каталанську мову у місті розуміли 96,4% усього населення (у 1996 р. — 97,3%), вміли говорити нею 76,3% (у 1996 р. — 
73,9%), вміли читати 74,8% (у 1996 р. — 52,8%), вміли писати 56,6
% (у 1996 р. — 13,2%). Не розуміли каталанської мови 3,6%.

## Політичні уподобання
У виборах до Парламенту Каталонії у 2006 р. взяло участь 919 осіб (у 2003 р. — 1.035 осіб). Голоси за політичні сили розподілилися таким чином:
| \| Вибори до Парламенту Каталонії \| Вибори до Парламенту Каталонії \| Вибори до Парламенту Каталонії \| \| Рік \| 2006 р. \| 2003 р. \| \| -------------------------------------- \| ------------------------------ \| ------------------------------ \| \| Конвергенція та Єднання (CiU) \| 44,4% \| 46,9% \| \| Соціалістична партія Каталонії (PSC) \| 31,8% \| 32,9% \| \| Народна партія (PP) \| 7,2% \| 5,6% \| \| Ініціатива за Каталонію — Зелені (ICV) \| 4,7% \| 3,9% \| \| Республіканська лівиця Каталонії (ERC) \| 9,0% \| 10,1% \| \| Громадяни — Громадянська партія (C's) \| 1,5% \| 0,0% \| \| Інші \| 1,4% \| 0,7% \| |         |         |
| Вибори до Парламенту Каталонії |         |         |
| Рік | 2006 р. | 2003 р. |
| Конвергенція та Єднання (CiU) | 44,4%   | 46,9%   |
| Соціалістична партія Каталонії (PSC) | 31,8%   | 32,9%   |
| Народна партія (PP) | 7,2%    | 5,6%    |
| Ініціатива за Каталонію — Зелені (ICV) | 4,7%    | 3,9%    |
| Республіканська лівиця Каталонії (ERC) | 9,0%    | 10,1%   |
| Громадяни — Громадянська партія (C's) | 1,5%    | 0,0%    |
| Інші | 1,4%    | 0,7%    |

У муніципальних виборах у 2007 р. взяло участь 1.416 осіб (у 2003 р. — 1.296 осіб). Голоси за політичні сили розподілилися таким чином:
| \| Муніципальні вибори \| Муніципальні вибори \| Муніципальні вибори \| \| Рік \| 2007 р. \| 2003 р. \| \| -------------------------------------- \| ------------------- \| ------------------- \| \| Конвергенція та Єднання (CiU) \| 55,6% \| 55,0% \| \| Соціалістична партія Каталонії (PSC) \| 42,6% \| 45,0% \| \| Народна партія (PP) \| 1,1% \| 0,0% \| \| Ініціатива за Каталонію — Зелені (ICV) \| 0,0% \| 0,0% \| \| Республіканська лівиця Каталонії (ERC) \| 0,0% \| 0,0% \| \| Громадяни — Громадянська партія (C's) \| 0% \| 0% \| \| Інші \| 0,7% \| 0,0% \| |         |         |
| Муніципальні вибори |         |         |
| Рік | 2007 р. | 2003 р. |
| Конвергенція та Єднання (CiU) | 55,6%   | 55,0%   |
| Соціалістична партія Каталонії (PSC) | 42,6%   | 45,0%   |
| Народна партія (PP) | 1,1%    | 0,0%    |
| Ініціатива за Каталонію — Зелені (ICV) | 0,0%    | 0,0%    |
| Республіканська лівиця Каталонії (ERC) | 0,0%    | 0,0%    |
| Громадяни — Громадянська партія (C's) | 0%      | 0%      |
| Інші | 0,7%    | 0,0%    |